# ОШ „Доситеј Обрадовић” Ердеч
ОШ „Доситеј Обрадовић” једна је од основних школа у Крагујевцу. Налази се у улици Партизанских курира бб у Ердечу.

## Историјат
Удруженим радничким динаром грађана 25. фебруара 1979. је постављен камен темељац нове школе, а 13. октобра исте године је почела са радом са два комбинована одељења у саставу Основне школе „Живадинка Дивац”, садржали су четири учионице. Убрзо је изграђена нова зграда са десет учионица, канцеларијским простором и санитарним чворовима. Као самостална школа са данашњим називом „Доситеј Обрадовић” су почели са радом 29. јуна 1989. одлуком СО Крагујевац, а 24. јула исте године су регистровани код Окружног привредног Суда у Крагујевцу. Потпуну самосталност са свим потребним нормативним актима стичу 1. октобра 1990.